# Neugartheim-Ittlenheim
Neugartheim-Ittlenheim település Franciaországban, Bas-Rhin megyében. Lakosainak száma 785 fő (2022. január 1.). Neugartheim-Ittlenheim Fessenheim-le-Bas, Kuttolsheim, Schnersheim, Willgottheim és Wintzenheim-Kochersberg községekkel határos.

## Népesség
A település népességének változása:
| Lakosok száma | 787  | 794  | 814  | 799  | 791  | 795  | 787  | 786  | 785  |
|               | 2013 | 2015 | 2016 | 2017 | 2018 | 2019 | 2020 | 2021 | 2022 |